# Klein Loitz
Klein Loitz (in basso sorabo Łojojc) è una frazione del comune tedesco di Felixsee, nel Land del Brandeburgo.

## Storia
Il 31 dicembre 2011 il comune di Klein Loitz venne fuso con i comuni di Bloischdorf, Bohsdorf e Friedrichshain, formando il nuovo comune di Felixsee.

### Esplicative
1. ↑  Letteralmente: «Loitz piccola».

### Bibliografiche
1. ↑  (DE) Hauptsatzung der Gemeinde Felixsee, § 1, Abs. 2. [collegamento interrotto], su sslsites.de.
2. ↑  (DE) Bildung einer neuen Gemeinde Felixsee (PDF), in Amtsblatt für Brandenburg, anno 12, n. 52, Potsdam, 27 dicembre 2001,  pp. 902-903.